# 에이미 애커
에이미 애커(Amy Acker, 1976년 12월 5일 ~ )는 미국의 배우이다.

## 영화
- 캐치 미 이프 유 캔
- 캐빈 인 더 우즈

## 텔레비전
- 엔젤 (드라마)
- 수퍼내추럴
- 앨리어스 (드라마)
- 내가 그녀를 만났을 때
- 드라이브 (드라마)
- 고스트 위스퍼러
- 옥토버 로드
- 프라이빗 프랙티스
- 돌하우스 (미국의 드라마)
- 휴먼 타겟 (2010년 드라마)
- 굿 와이프
- 판타스틱 패밀리
- CSI: 과학수사대
- 그림 형제 (드라마)
- 원스 어폰 어 타임 (드라마)
- 웨어하우스 13
- 퍼슨 오브 인터레스트
- 에이전트 오브 쉴드
- 슈츠
- 맥가이버 (2016년 드라마)
- 더 기프티드
- 그레이 아나토미
- 갓 프렌디드 미
- 올 라이즈
- 9-1-1: 론 스타